# VesselSat–1
A VesselSat–1 egy luxemburgi mikroszatellit, a tengeri hajóforgalom követésére. Az első Luxemburgban épült űregység.

## Küldetés
Feladata a tengeri hajóforgalom követése, a fedélzetén elhelyezett AIS (Automatic Identification System) rádiós vevőberendezések segítségével.

## Jellemzői
A LuxSpace cég építette, a németOHB Systems leányvállalata, a SES Astra (Société Européenne des Satellites-Astra) üzemeltette.
Társműholdjai:
- Megha-Tropiques (indiai)
- SRMSat (indiai)
- Jugnu (indiai).

Megnevezései:
- COSPAR: 2011-058C
- SATCAT kódja: 37840.

2011. október 12-én Sriharikota (सतीश धवन अंतरिक्ष केंद्र) rakétabázisról egy PSLV (C18) hordozórakétával állították alacsony Föld körüli pályára (LEO = Low-Earth Orbit). Az orbitális pályája 102,09 perces, 19,97 fokos hajlásszögű, Poláris pálya perigeuma 847 kilométer, az apogeuma 868 kilométer volt.
Rotációs stabilizálást alkalmaztak. Kocka alakú, oldalainak mérete 30 centiméter, tömege 29 kilogramm. A mikroszatellit műszerei: fedélzeti számítógép; UHF vevő (elsődleges és másodlagos); URH adó (elsődleges és másodlagos); a GPS-vevő (elsődleges és másodlagos); kettős AIS vevő két triaxiális Sun   érzékelő; Honeywell HMC1053 háromtengelyes magnetométer; két giroszkóp kéttengelyű STMicro LPY510AL; mágneses lendkerék. Az űregység rendelkezik a hajók automatikus azonosító rendszerével (AIS), a két érzékelőhöz kettő dipól antenna (2x1,7 méter) lett csatlakoztatva. Az űreszköz felületét napelemek borították, éjszakai (földárnyék) energia ellátását újratölthető kémiai akkumulátorok biztosították.

## Nemzetközi előírás
Nemzetközi előírás, hogy minden, a nemzetközi vizeken hajózó, szállítójármű, illetve az összes személyszállító hajó olyan rádiós jeladót üzemeltessen, amely folyamatosan sugározza a hajó azonosítóját és navigációs adatait (pontos helyzetét, sebességét, útvonalát). Az AIS segítségével a kikötői hatóságok követni tudják a forgalmat, a hajók elkerülhetik az összeütközést, baleset esetén pedig könnyebb a mentés. Az ultrarövid hullámú (URH) sávban működő jeladók vízszintes hatótávolsága kb. 70 km, ami közvetlenül a part menti zónában, illetve a közeli hajók esetében egymás közt teszi használhatóvá a rendszert. A nyílt óceán hajóforgalma tehát a földi telepítésű vevőkkel nem követhető. Függőleges irányban, felfelé azonban a jelek nagyobb távolságból, akár néhány száz kilométerrel a felszín felett is foghatók. Az amerikai ORBCOMM vállalat által 2008-ban indított OG1 műhold szolgáltatását kiegészíti.

## Magyar műszer
Az egyik digitális modulátora Magyarországon, a BHE Bonn Hungary Elektronikai Kft.-nél készült. A társaság közel 20 műholdból álló flotta fedélzeti szolgálati rendszerének megépítésére kapott megrendelést. Mindössze 5 hónap alatt fejlesztettek ki és gyártottak le négy repülő példányt. 
A berendezés a legkorszerűbb szoftverrádiós technológiát használó digitális modulátor, fontos szerepet tölt be a fedélzeti számítógép által előkészített digitális információk Földre történő lesugárzásában. A modulátor a legkorszerűbb hibajavító kódolási technikák felhasználásával készült, ami lehetővé teszi a zavarmentes vételt. A berendezés összes digitális funkciója egyetlen nagysebességű digitális áramköri chipbe lett belesűrítve, a teljes berendezés (mikrohullámú szintézer, erősítők, frekvenciakonverterek, oszcillátor, DC-DC konverterek, stb.) összes teljesítményfelvétele mindössze 1,6 W.